# Jakks Pacific
Jakks Pacific är ett amerikanskt företag baserat i Malibu, Kalifornien. Företaget tillverkar leksaker och tillhör USA:s fem största leksaksföretag.
Företaget grundades 1995 och hade 2006 en omsättning på 765 miljoner USD.
Bland deras produkter kan nämnas WWE-actionfigurer och produktkedjan Plug it in & Play TV Games.